# Malchiner See
Der Malchiner See liegt  in einer reizvollen Kulturlandschaft südwestlich der namensgebenden Stadt Malchin in Mecklenburg-Vorpommern. An dem rund acht Kilometer langen Gewässer haben die Landkreise Rostock und Mecklenburgische Seenplatte Anteile.

## Name
Die namengebende Stadt Malchin liegt näher am Kummerower See, aber historisch gehörten Malchiner See und Malchin zu Mecklenburg, der Kummerower See und das Dorf Kummerow zu Herzogtum und Provinz Pommern. Im Mittelalter wurde er auch Bülowsee oder Wargentiner See genannt.

## Lage im Gewässernetz
Der Malchiner See liegt im Verlauf der Westpeene, damit des hydrografischen Hauptstroms aber nicht größten oder längsten Quellflusses der Peene. Sie entspringt bei Kirch Grubenhagen und mündet zwischen dem wesentlich längeren Ziddorfer Mühlbach (aus Halalit) und dem nur wenig längeren Dahmer Mühlbach am Südwestende des Sees bei Dahmen.
Weitere Zuflüsse sind der aus dem Barschmoor kommende 13,5 km lange Lupenbach (vom Schwedenbring, Gemeinde Peenehagen) aus Süden und der auch Wasser aus dem See bei Nienhagen heranführende Stammbach von 11,27 km Länge aus dem Gruber Forst.
Die Westpeene verlässt den See am Nordostende beim Naturschutzgebiet Kalk-Zwischenmoor Wendischhagen. Ihr natürlicher Lauf ist aber seit dem 19. Jahrhundert  größtenteils durch den Dahmer Kanal ersetzt. Durch dessen Anlage wurde der Wasserspiegel des Sees um etwa 2 Meter gesenkt. Heute liegt er im Mittel 0,6 Meter über NHN. Nicht selten sind es nur 0,25 m. Bei anhaltender Trockenheit fällt er hin und wieder auf weniger als 0,1 m ü. NHN.
Vor Anlage des Kanals war der Malchiner See eine Kryptodepression. Seither liegt die Gewässersohle von ihm bis zur Mündung der Peene in den Peenestrom durchgängig unter NHN. Wegen einer Sandbank im See und niedrigen Brückendurchfahrten ist der Kanal nur noch mit kleinen Booten befahrbar. Nach der Vereinigung mit der Ostpeene setzt sich der Fluss durch den (Malchiner) Peenekanal und den erhaltenen Unterlauf der Westpeene in den Kummerower See fort, von dem aus die Peene zum Peenestrom fließt. Ein benachbartes Standgewässer ist der kleine Haussee (Schorssow) mit dem Schloss Schorssow.

## Landschaft
Das Bodenrelief des Sees ist unregelmäßig. Nahe der Mitte des Nordwestufers befinden sich die mit etwa zehn Meter tiefsten Stellen. In der Mitte des Sees verbirgt sich eine Sandschwelle, an der der See teilweise nur einen halben Meter flach ist.
Die steilsten und höchsten Hügel (bis zu 70,5 m ü. NHN) in Ufernähe erheben sich bei Seedorf (zu Basedow) in der Mitte des am südöstlichen Ufers. Die höchsten Erhebungen in Sichtweite sind jedoch der Ostberg (115 m ü. NHN) und ein paar andere Kuppen über 100 m nördlich des Sees.

## Tourismus
In Seedorf (Ortsteil von Basedow) und Dahmen am westlichen bzw. südlichen Ufer gibt es Campingplätze, Ferienhäuser, Bootsanleger und kleine Badestellen. Das Seegebiet ist durch sanften Tourismus geprägt.

## Siehe auch

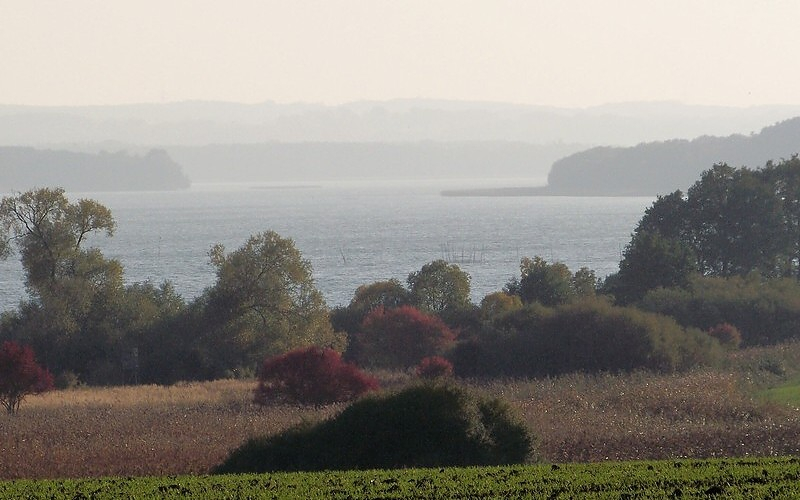
Blick von Wendischhagen nach Südwesten
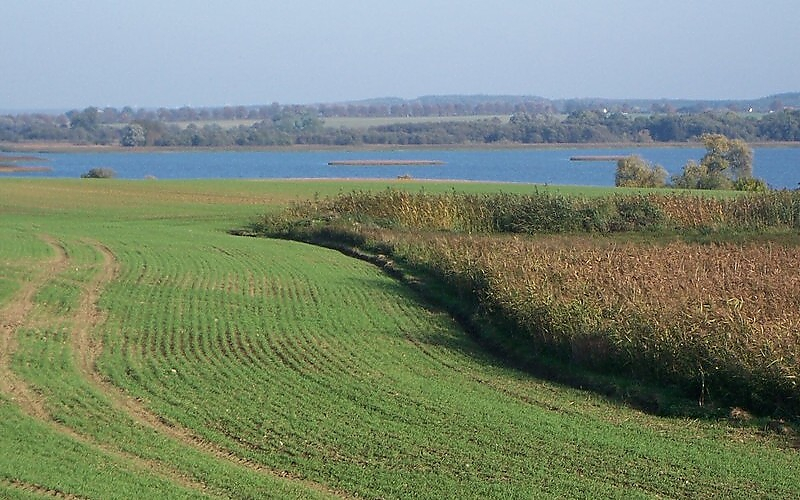
Blick von Wendischhagen nach Osten
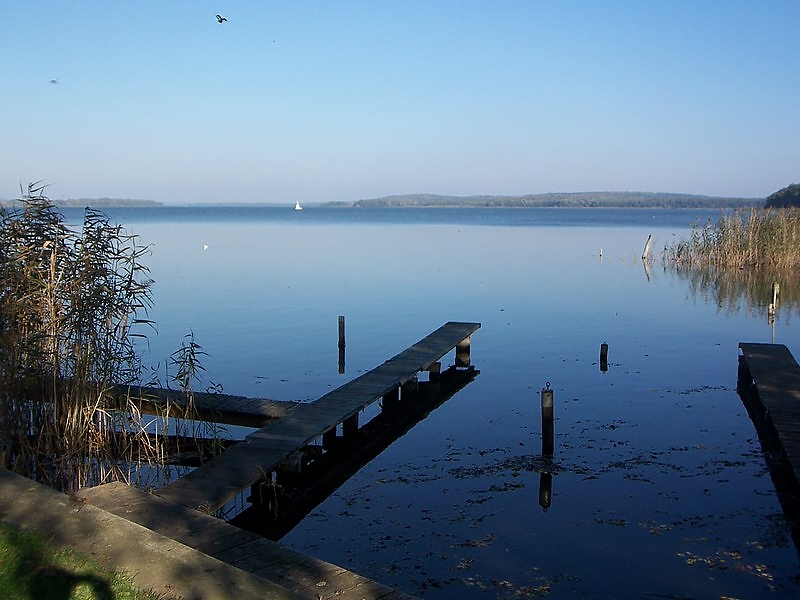
Blick von Dahmen nach Nordosten
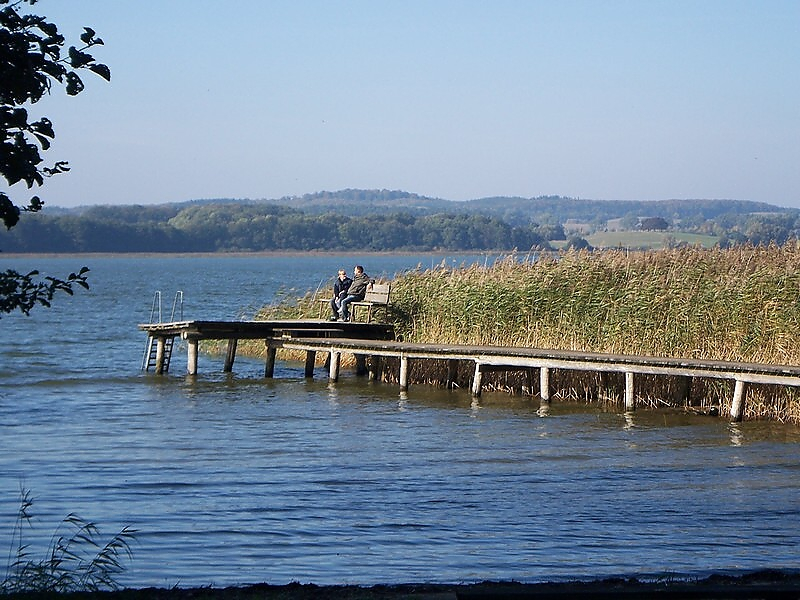
Blick von Seedorf nach Nordwesten

## Entstehung
Aus geologischer Sicht befindet sich der Malchiner See zusammen mit dem Kummerower See im etwa 30 Kilometer langen Malchiner Becken, einer glazialen Rinne, die während des pommerschen Stadiums der Weichseleiszeit durch Schmelzwasser unterhalb des Eises ihre heutige Form erhielt.
Der See liegt im Naturpark Mecklenburgische Schweiz und Kummerower See. An seinem Südende verläuft eine Teilstrecke der Eiszeitroute Mecklenburgische Seenplatte. In Dahmen und Seedorf gibt es touristische Einrichtungen. Der Eichberg erreicht einen Kilometer von seinem Ostufer 54,5 Meter über NHN, der Ostberg vier Kilometer nördlich des Sees 115,2 Meter über NHN.